# Øresundstog
 Der er for få eller ingen kildehenvisninger i denne artikel, hvilket er et problem. Du kan hjælpe ved at angive troværdige kilder til de påstande, som fremføres i artiklen.

Øresundstog, litreret ET i Danmark og X31K & X32K i Sverige og benævnt Contessa af producenten, er et elektrisk togsæt i Flexliner-familien med en maksimal hastighed på 180 km/t.
Øresundstogene blev taget i brug den 2. juli 2000, da Øresundsforbindelsen åbnede og Øresundstrafikken påbegyndtes.
Togsættene anvendes på strækningen fra Østerport via Københavns Hovedbanegård til Malmø men også videre til Göteborg, Kalmar, Karlskrona.
Togsættene produceredes i 111 eksemplarer og håndterer såvel dansk som svensk kørestrøm (hhv. 25 kV/50 Hz og 15 kV/16,7 Hz), ligesom det har både dansk og svensk ATC-system. Hvert togsæt består af tre vogne og er 78,9 meter langt. Den midterste vogn har lavt gulv med let adgang for handicappede, barnevogne og cykler. Op til fem togsæt kan kobles sammen til én togstamme. Der er mulighed for gennemgang gennem alle sammenkoblede sæt, hvilket er et sikkerhedsmæssigt krav ved kørsel i Drogdentunnelen. Togsættet er indrettet med 176 siddepladser og 41 klapsæder på 2. klasse samt 20 siddepladser på 1. klasse. Hvert togsæt er udstyret med to toiletter.
Et togsæt inkl. ATC kostede ca. 65 mio. kr. (2009).
I en årrække efter idriftsættelsen var der tekniske problemer med såvel togsættenes motorer som de avancerede informationssystemer. Motorerne trækker bl.a. langt mindre end de burde, hvilket har været medvirkende til de gentagne forsinkelser på Kystbanen og Øresundsforbindelsen.[kilde mangler]
I Øresundstrafikkens fælles materielpulje indgår 77 svenskeejede og 34 danskejede Øresundstogsæt udlånt uden vederlag til Skånetrafikken som også varetager al vedligehold på Öresundstågs værksted lige nord for Hässleholm C.
Togene var som de første i Danmark helt røgfrie.
Mellem Helsingør og Københavns Lufthavn, Kastrup Station benyttedes oprindeligt desuden 20 IR4-togsæt (Litra ER). Disse tog er ikke udrustet til kørsel i Sverige og blev i slutningen 2010 delvist erstattet af ti nye Øresundstogsæt. Såvel Øresundstoget som IR4 er elektriske togsæt. En tid efter åbningen af Øresundsbroen anvendtes også IC3-dieseltog, da der ikke fandtes et tilstrækkeligt antal litra ET.

## Historie
Togene produceredes i 111 eksemplarer i perioden 2000-2012 af Bombardier (tidl. ADtranz) i Hennigsdorf og Görlitz i Tyskland.[kilde mangler]

### Togsæt  indrettet til fjerntrafik i Sverige
Syv togsæt var oprindeligt indrettet til fjerntrafik i Sverige med bredere sæder, flere toiletter, bagagehylder og en caféafdeling og havde betegnelsen X32. DSB tillod ikke kørsel med disse tog i Danmark, da de ikke ansås for velegnede til regionaltrafikken på Kystbanen. Alle syv togsæt blev i løbet 2007 ombygget til X31K'er (K angiver, at toget er godkendt til kørsel i København), da behovet for denne model voksede i forbindelse med elektrificeringen af Blekinge kustbana og den generelle vækst i passagertallet over Øresund.[kilde mangler]

### Ombygning og opgradering i Tillberga
Efter at størstedelen af køretøjets flåde har været i drift i over 15 år, meddelte Øresundstogtrafikken,[kilde mangler]
at en renovering af flåden skulle udføres. Stolene i 2. klasse skulle have nyt polstring; 1. klasse får nye klapstole; der skulle installeres nye bagagehylder i lavgulvet og i første klasse; de kritiserede toiletter skulle ændres; togsættene skulle have nyt gulv; der skulle være en ny siddegruppe for kørestolsbundne rejsende. Næsten hele det udvendige gøres om, men den grå farve bevares.
Togene blev renoveret i depotet i Tillberga uden for Västerås. Det forventedes at 22 togsæt ville blive renoveret om året, og renoveringen er afsluttet omkring 2021/2022. Regningen for renoveringen ville beløbe sig til ca. 36,3 mio. DKK og  skulle betales af trafikmyndigheden (Skånetrafiken, Västtrafik, Länstrafiken kronoberg, Hallandstrafiken, Blekingetrafiken og Kalmar Länstrafik) og DSB.[kilde mangler]

### IC Bornholm
Øresundstogene blev indtil december 2017 også benyttet til InterCity Bornholm. Toget afgik fra Københavns Hovedbanegård, toget stoppede blandt andet ved Københavns lufthavn i Danmark, derefter i Svedala og Skurup i Sverige, hvorefter den holdt ved Ystad så det passede med hurtigfærgens afgang til Rønne på Bornholm. Toget var en service, så man kunne komme med offentlig transport hele vejen fra København til Rønne. Det var en DSB intercity-service, hvortil der kunne købes billetter hele vejen fra København - eller anden station i Danmark - til Rønne. Hvis man kun skulle til en af stationerne i Skåne, var øresundsbilletter også gyldige.

### Udfasning hos DSB
Fra køreplansskiftet 2023   havde DSB kun 10 togsæt (litra 4391-4400) i drift i den sjællandske regionaltrafik mellem Helsingør og Roskilde/Næstved samt mellem Københavns Lufthavn via Ny Ellebjerg til Slagelse .
Togsættet er nu indtil videre udfaset hos DSB.[kilde mangler]

## Galleri
- Øresundstog i Skåne
- Øresundstog på Kystbanen i Kokkedal
- Siddepladser i flyopstilling i et Øresundstog på Kystbanen